# Мельниченко Олег Юрійович
Олег Юрійович Мельниченко (нар. 13 січня 1966, Українська РСР) — український футболіст та тренер, грав на позиції захисника.

## Кар'єра гравця
Вихованець ПТУ-4, перший тренер — В. Тереха. Футбольну кар'єру розпочав 1993 року в складі білоцерківської «Росі» (згодом клуб змінив назву на «Ригонда» (Біла Церква)). У білоцерківській команді виступав протягом 6 сезонів, за цей час зіграв понад 150 матчів. У 2000 році перейшов до аматорського клубу «Факел-ГПЗ» (Варва).

## Кар'єра тренера
По завершенні кар'єри гравця розпочав тренерську діяльність. З липня 2009 по червень 2010 року допомагав тренувати білоцерківську «Рось». З 2 серпня ао 24 вересня 2010 року виконував обов'язки головного тренера чернігівської «Десни». 